# Phyllodorippe
Phyllodorippe is een geslacht van kreeftachtigen uit de klasse van de Malacostraca (hogere kreeftachtigen).

## Soort
- Phyllodorippe armata (Miers, 1881)